# 陳賢 (榮昌伯)
陳賢（14世纪？—1415年），河南江北等處行中書省安豐路寿州（治所在今安徽省壽縣）人，明朝軍事人物、靖難之役人物。
陳賢早年跟從朱元璋起兵，授雄武衛百戶。之後跟隨徐達征討西番、雲南，又與藍玉北征至捕魚兒海，后歷任燕山右護衛指揮僉事。靖難之役時，跟隨朱棣轉戰各地，累升都督僉事。永樂元年，封榮昌伯。八年，充神機將軍，跟隨朱棣北征。永樂十三年，去世。